# NGC 3341
NGC 3341 is een sterrenstelsel van ongebruikelijke aard in het sterrenbeeld Sextant. Het hemelobject werd op 22 maart 1865 ontdekt door de Duitse astronoom Albert Marth.

## Synoniemen
- UGC 5831
- MCG 1-27-31
- ZWG 37.124
- PGC 31915